# Polycarpa palinorosa
Polycarpa palinorosa is een zakpijpensoort uit de familie van de Styelidae. De wetenschappelijke naam van de soort is voor het eerst geldig gepubliceerd in 1895 door Sluiter.